# Titularerzbistum Germia
Germia ist ein Titularerzbistum der römisch-katholischen Kirche. 
Es geht zurück auf ein ehemaliges Bistum in der gleichnamigen antiken Stadt in der römischen Provinz Galatia in der Zentral-Türkei.
| Titular(erz)bischöfe von Germia |                                                |                                            |                   |                |
| Nr.                             | Name                                           | Amt                                        | von               | bis            |
| 1                               | Edward Kozłowski                               | Weihbischof in Milwaukee (USA)             | 12. November 1913 | 6. August 1915 |
| 2                               | Michael Sheehan Titularerzbischof pro hac vice | Koadjutorerzbischof in Sydney (Australien) | 22. Februar 1922  | 1. März 1945   |
| 3                               | Alfredo Pacini Titularerzbischof pro hac vice  | Kurienerzbischof                           | 28. April 1946    | 26. Juni 1967  |